# Rosa phoenicia
Rosa phoenicia är en rosväxtart som beskrevs av Pierre Edmond Boissier. Rosa phoenicia ingår i släktet rosor, och familjen rosväxter. Utöver nominatformen finns också underarten R. p. kurdica.

## Bildgalleri

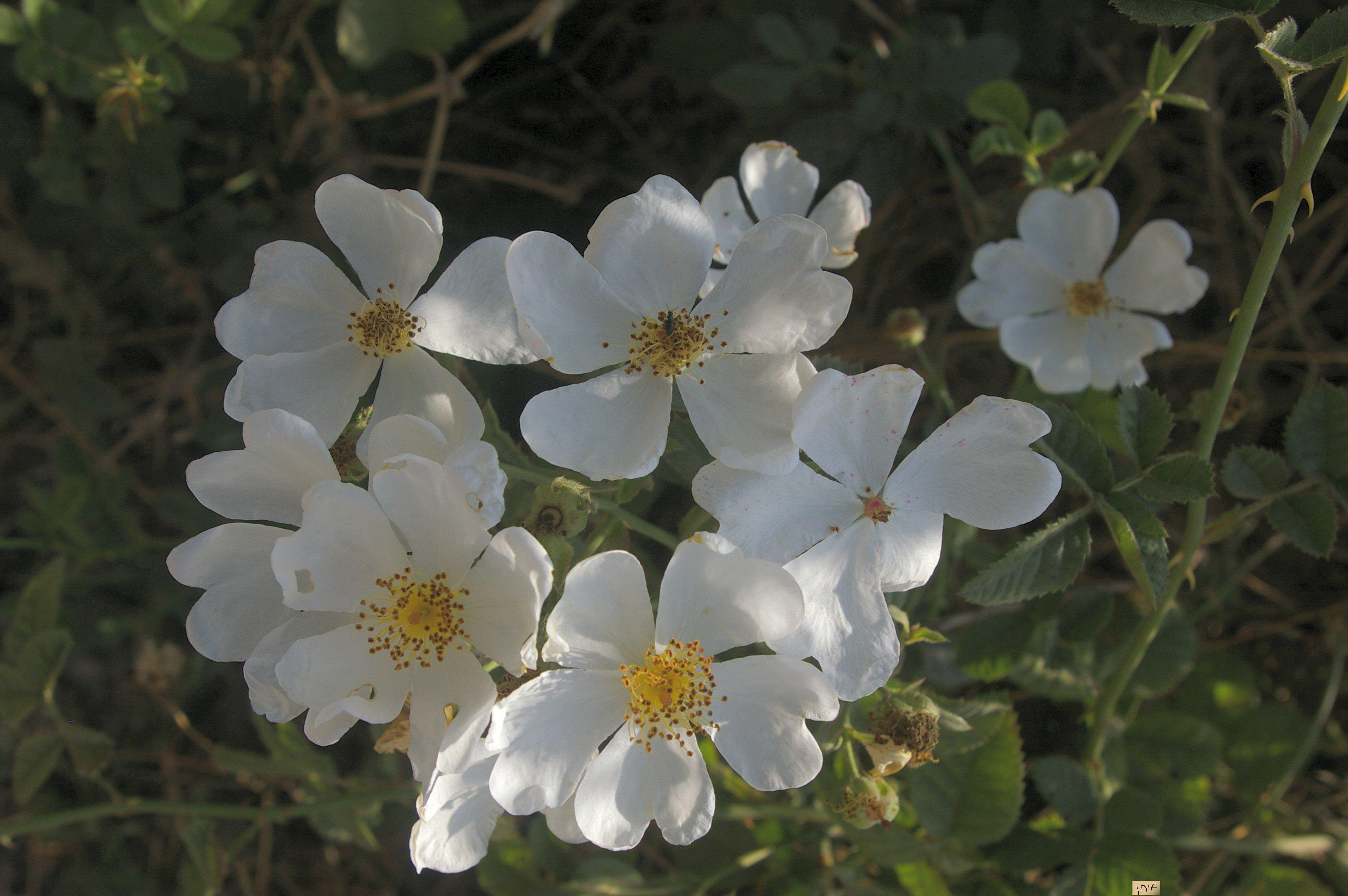
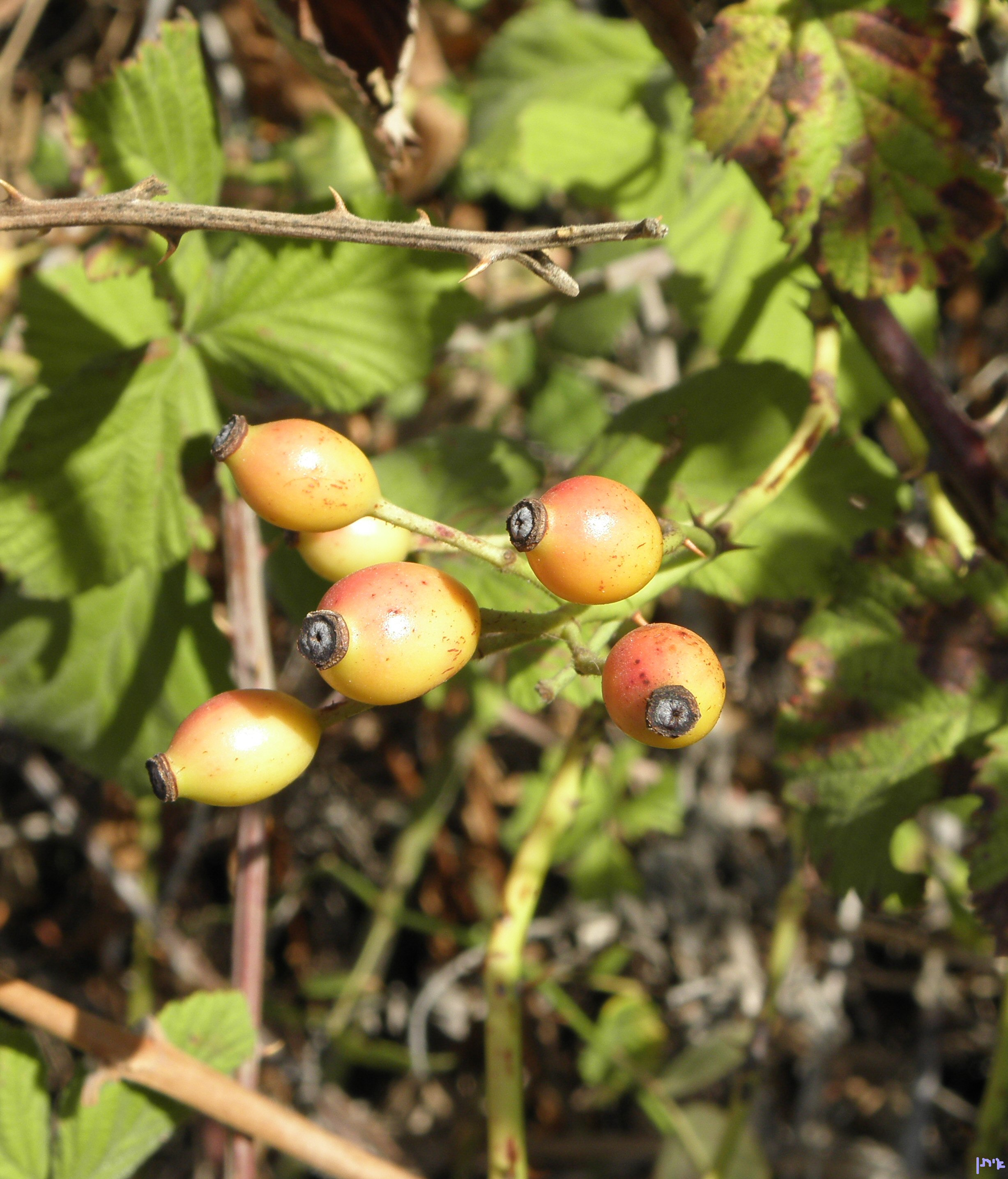